# Monte de El Pardo

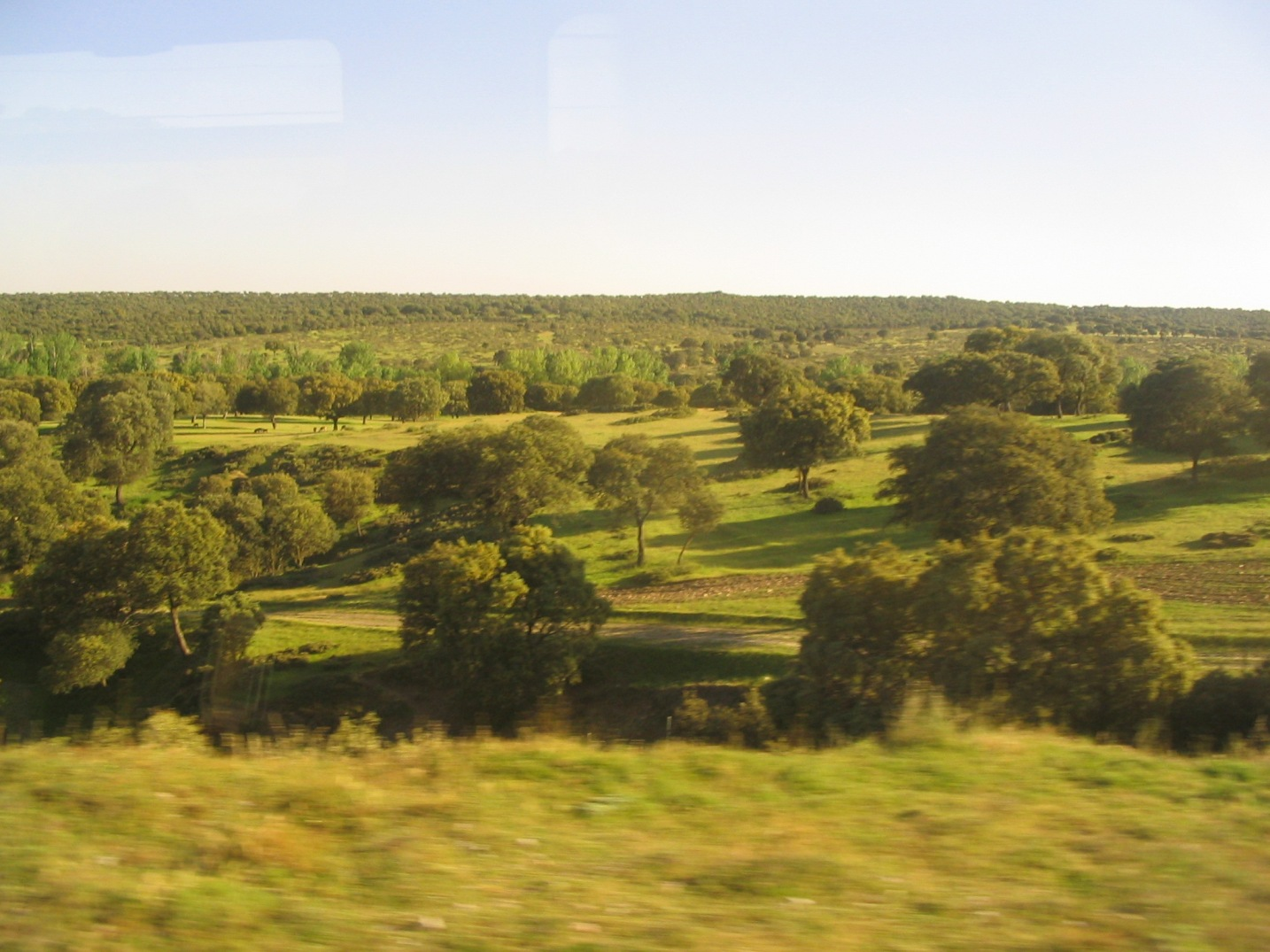
Lecceta a dehesa del Monte de El Pardo

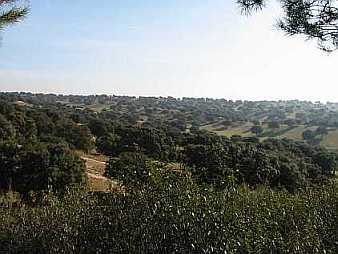
Vista generale del Monte de El Pardo

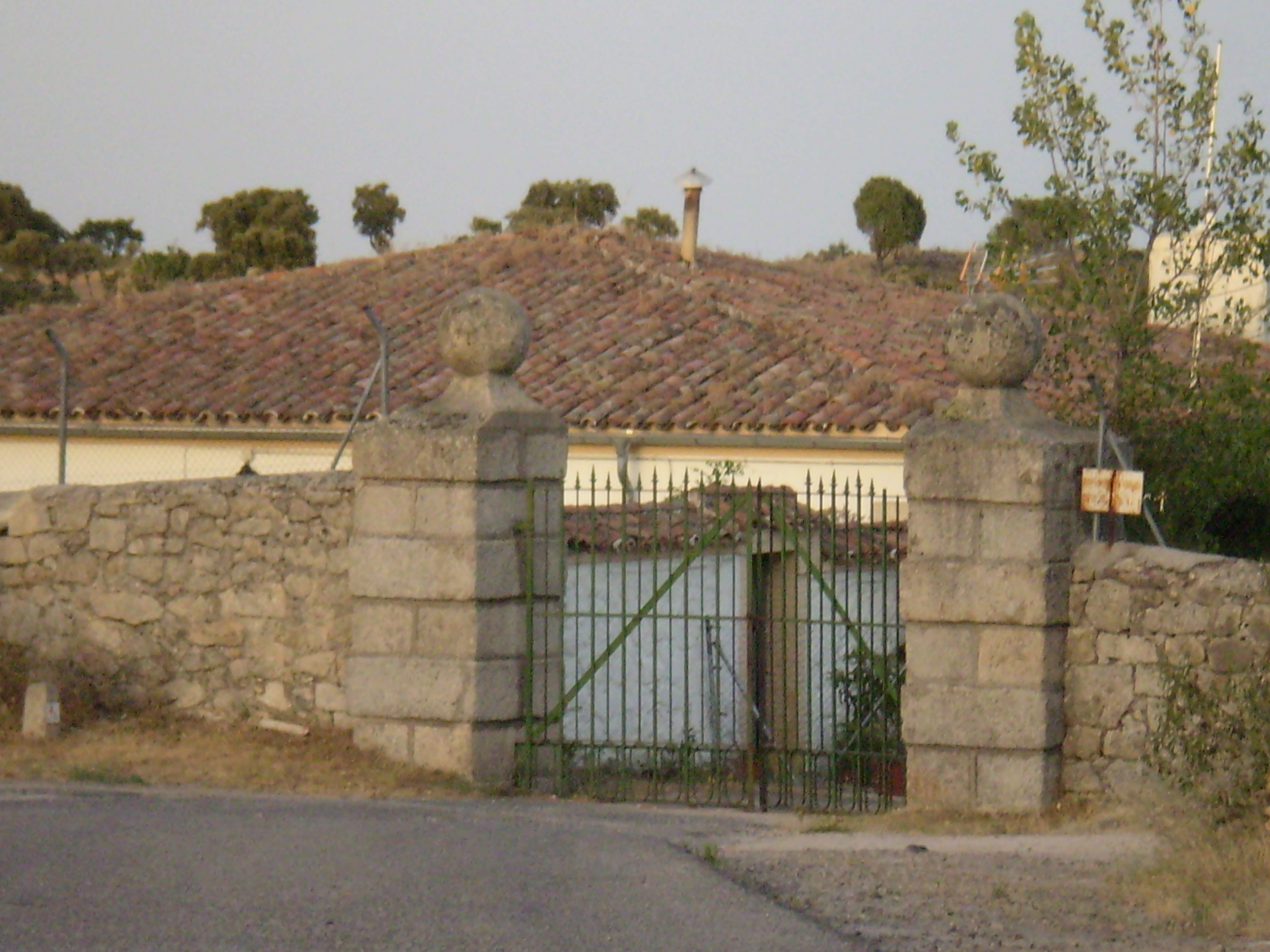
La strada che unisce Torrelodones a El Pardo si interrompe in questo punto, chiamato Puerta del Hito, situato lungo il muro di cinta che circonda la tenuta

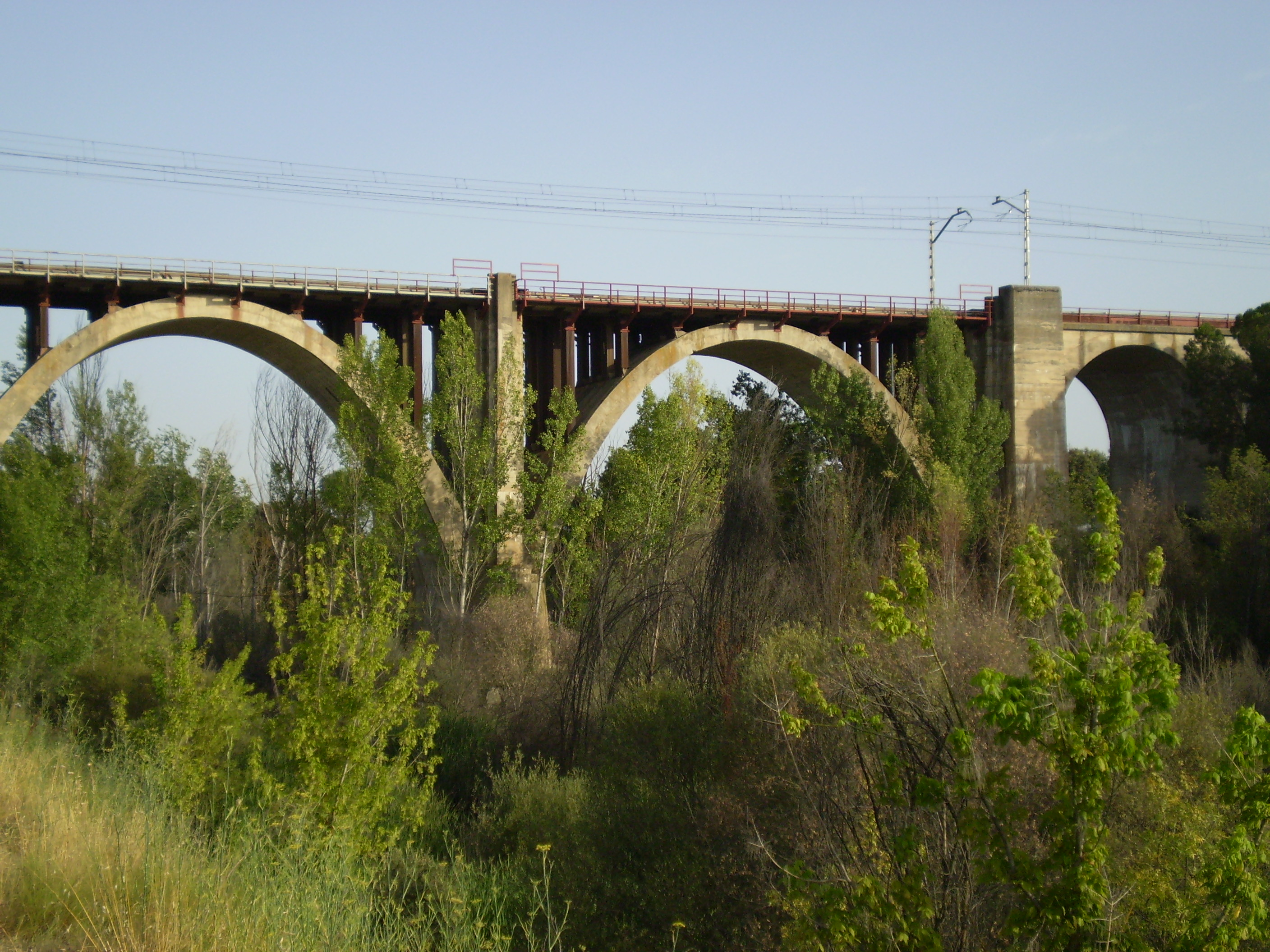
Viadotto ferroviario sul Manzanarre, nel Monte de El Pardo.

Il Monte de El Pardo è una zona boscosa situata nella parte settentrionale del territorio comunale di Madrid, in Spagna. È interamente compreso in questo comune, insieme alla sua appendice, il Monte de Viñuelas, e occupa il 26,4% del territorio.
È considerato il bosco mediterraneo più importante della Comunità di Madrid e uno tra quelli meglio conservati in Europa, sia per la flora, con 120 specie catalogate, sia per la fauna, con circa 200 specie di vertebrati. Si estende lungo il medio corso del Manzanarre, per circa 16.000 ettari, ed è compreso nel Parco regionale dell'alto bacino del Manzanarre, dove riceve la massima protezione legale. Nel 1987 fu dichiarato Zona di protezione speciale.
Nonostante questo, la gestione è totalmente nelle mani di Patrimonio Nacional, organismo statale che regola i possedimenti che appartenevano alla Corona, e che mantiene una politica altamente protezionista e restrittiva rispetto al bosco. La Legge del 16 giugno 1982, che definisce l'attività di Patrimonio Nacional, stabilisce, all'articolo 4, l'integrazione in detto ente.
La maggior parte della superficie (approssimativamente 15.100 ettari, il 94,4% della superficie totale) si trova cintata da un muro con un perimetro di 66 km. La visita a questa zona è totalmente proibita.
I 900 ettari restanti (il 5,6%), che comprendono aree urbane come i quartieri di El Pardo e Mingorrubio e installazioni sportive come il complesso di Somontes, possiedono un valore ecologico inferiore. L'accesso a questa zona è libero, per mezzo di sentieri e strade di campagna.
Oltre alla ricchezza ambientale, il Monte de El Pardo riunisce un ricco patrimonio storico-artistico, frutto della stretta relazione con la monarchia spagnola.

## Geografia urbana
La singolarità di questo spazio sta nella vicinanza all'area metropolitana di Madrid, in cui risiedono più di cinque milioni di persone. Solo otto chilometri separano il confine meridionale dalla Puerta del Sol, piazza considerata il centro nevralgico della capitale. Nonostante questa pressione demografica, il Monte de El Pardo è rimasto al margine dell'espansione urbana di Madrid.
L'utilizzo storico come tenuta privata di caccia da parte di vari re spagnoli —e, nel XX secolo, anche da parte di Francisco Franco— ha preservato il suo valore ambientale fino ai giorni nostri. A ciò va aggiunta la citata esistenza di un muro di cinta lungo l'intero perimetro, così come una gestione protezionista caratterizzata dalla proibizione dell'ingresso nelle zone di massima protezione e la vigilanza permanente delle stesse, per mano di guardie forestali.
Il Monte de El Pardo appartenne anticamente al soppresso comune di El Pardo. Oggi fa parte del distretto di Fuencarral-El Pardo, dopo che la località fu assorbita da Madrid. Tuttavia, il comune di Madrid non ha potere sullo spazio interno al muro di cinta, amministrato integralmente da Patrimonio Nacional, ma solo sui siti situati al di fuori del muro di cinta, molto più ridotti e meno importanti dal punto di vista ecologico.

### Confini urbani
Il Monte de El Pardo confina a nord con i comuni di Tres Cantos e Colmenar Viejo, a nordovest con Hoyo de Manzanares e Torrelodones e a ovest con Las Rozas de Madrid. Per gli altri punti cardinali, confina con vari quartieri della capitale, i principali sono Fuencarral e Aravaca.
In tutte queste località e quartieri, esistono zone di transizione, figura legale regolata dal Parco regionale dell'alto bacino del Manzanarre, che impediscono l'espansione di detti nuclei urbani fino alla prossimità del muro di cinta di El Pardo, proibendo esplicitamente l'edificazione. Una delle più significative è la tenuta di El Águila, situata a Las Matas, frazione di Las Rozas de Madrid.
Ciononostante, negli ultimi anni sono sorti complessi residenziali costruiti quasi a ridosso del muro di cinta, come Peñascales Tikal, a Torrelodones, e alcune nuove case di Aravaca.

### Strade e ferrovie
Il Monte de El Pardo è attraversato da est a ovest dalla ferrovia che collega Madrid con Villalba, Avila e Segovia, che attraversa il muro di cinta di El Pardo all'altezza delle stazioni di Pitis (Madrid) e El Tejar (Las Rozas de Madrid). Vicino al confine orientale e occidentale passano, rispettivamente, le superstrade M-607 e A-6.
Nell'estremo sud, sul bordo del muro di cinta o attraversandola, passa l'autostrada di circonvallazione M-40, costruita tanto a cielo aperto come in galleria (i cosiddetti Túneles de El Pardo), scavati per salvaguardare i luoghi compresi all'interno del muro di cinta. Per quanto riguarda la M-50, la circonvallazione più esterna, sono previsti vari progetti per completarla, nel passaggio per il Monte de El Pardo. Uno di questi prevede lo scavo di due gallerie.
Fuori dal muro di cinta si trova la strada M-612, che va dalla M-30 all'abitato di El Pardo e da qui a Fuencarral. All'interno del muro di cinta, la riserva è attraversata dalla strada che collega Torrelodones a El Pardo, chiusa alla circolazione veicolare.

## Geografia fisica

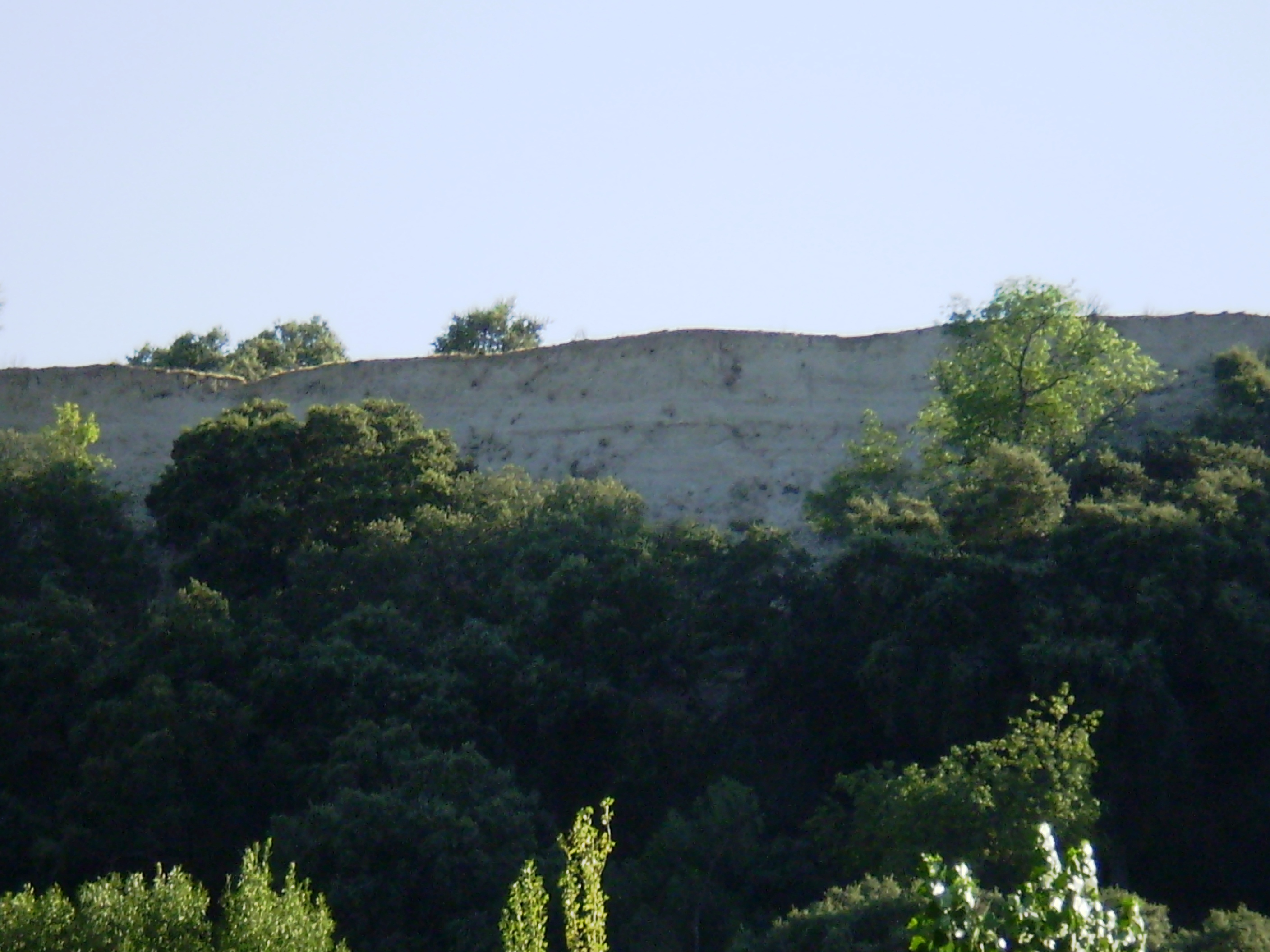
Il suolo arenoso del Monte de El Pardo è molto esposto all'erosione, come si può osservare nella foto

Dal punto di vista geologico e geomorfologico, il Monte de El Pardo presenta una grande omogeneità. Il bosco occupa un'ampia valle, formata dal Manzanarre nel suo corso medio. Il suolo è costituito da elementi arenosi e detritici, originati dalla disgregazione dei materiali granitici della Sierra de Guadarrama, che si trova a nord, e della Sierra del Hoyo de Manzanares, situata a nord-ovest.
Il suolo mostra, a conseguenza, un alto grado di immaturità, fatto che lo rende molto vulnerabile ai processi di erosione, testimoniati dalla presenza di numerosi canyon e torrenti.
Escludendo l'azione erosiva, l'orografia del sito è poco accidentata. Il Monte de El Pardo è formato da colline piccole e ondulate, che scendono con poca pendenza alla valle del Manzanarre, che lo attraversa da nord a sud. L'altitudine media è di 681 metri, con un minimo di 600 m e un massimo di 860 m.
Oltre a questo fiume, vi sono piccoli torrenti, caratterizzati da forti variazioni stagionali di portata. I torrenti Manina e Trofa sono tra i più importanti; entrambi scendono dalla Sierra del Hoyo de Manzanres e confluiscono da destra nel Manzanarre. Altri torrenti sono Tejada, La Nava e La Zarzuela.
Data l'abbondanza di tratti piani, la corrente nel Manzanarre è piuttosto lenta. Il fiume è sbarrato nel lago di El Pardo, costruito per regolare le prese di canalizzazione del fiume al passaggio per Madrid. A questo lago, che ha una superficie di 550 ettari e una capacità di 43 hm³, apporta acqua anche l'arroyo de Manina.
Per quanto riguarda la climatologia, la zona presenta un clima mediterraneo continentalizzato, con carattere severo nella parte settentrionale e moderato in quella meridionale. Le precipitazioni medie annuali sono comprese tra 500 e 600 mm.

## Valori ambientali

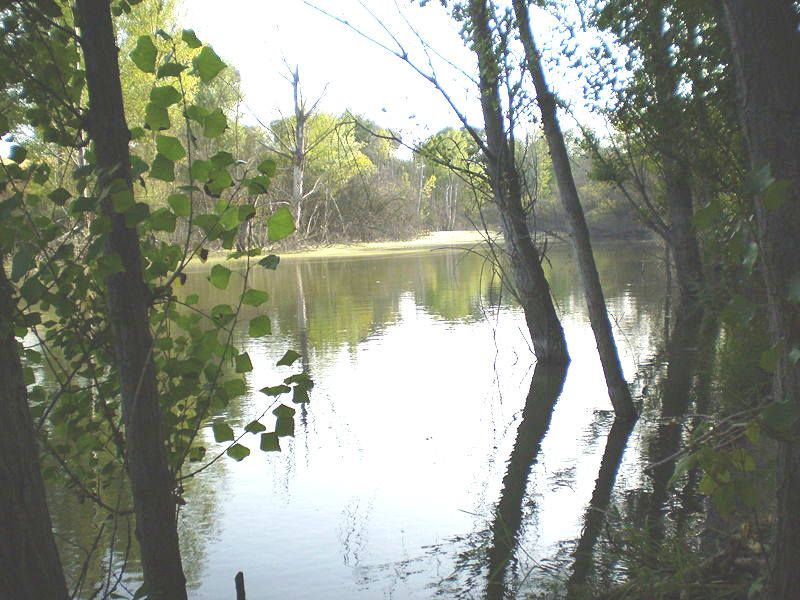
Ristagno del Manzanarre nel Monte de El Pardo. Il fiume costituisce un corridoio biologico per le specie che popolano il luogo

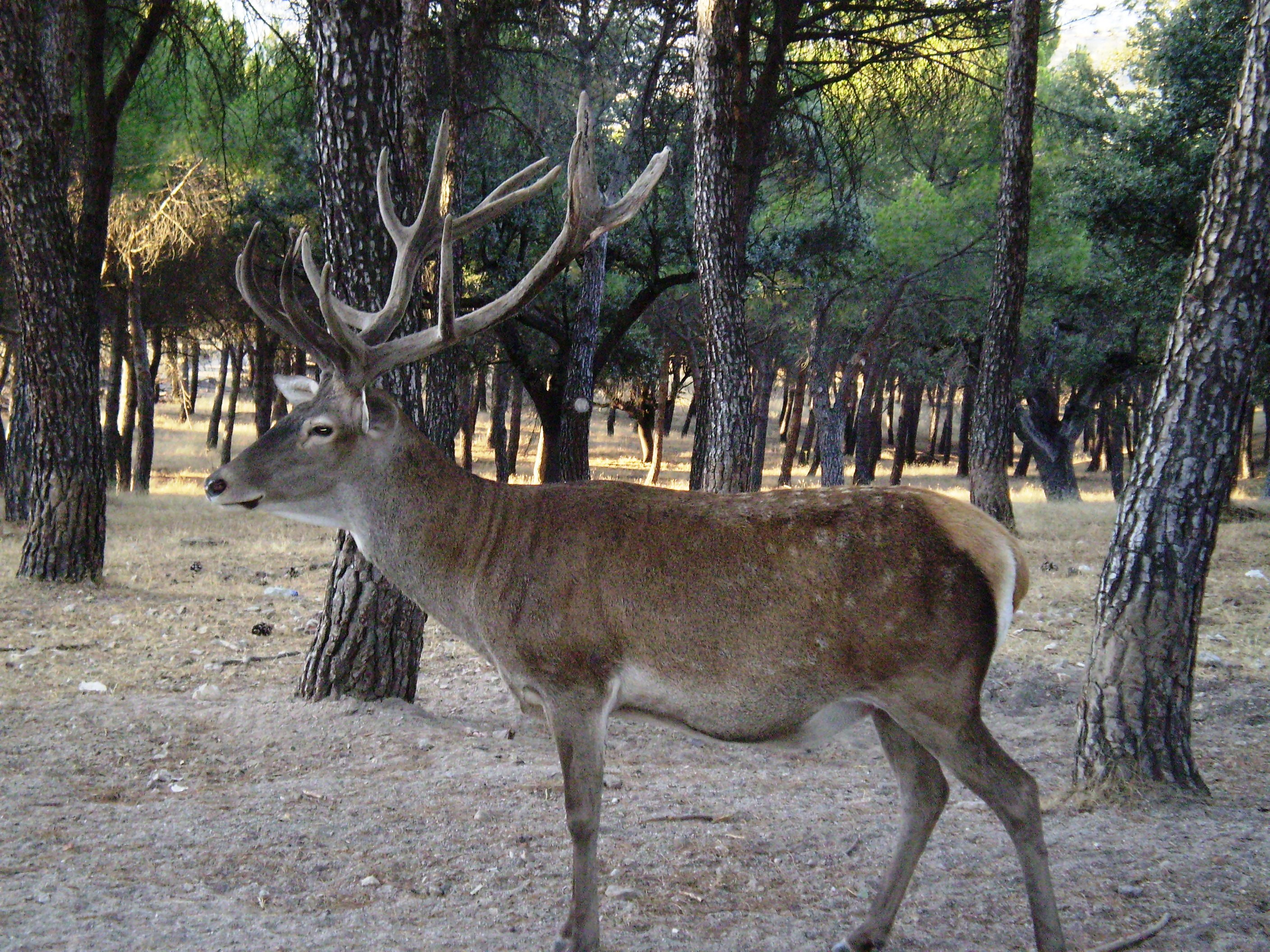
Cervo in una pineta prossima al convento del Cristo de El Pardo.

Il Monte de El Pardo è considerato come uno dei principali polmoni della città di Madrid, per collegare la Sierra de Guadarrama alla città. La vicinanza con altre aree verdi (Monte de la Zarzuela, Dehesa de la Villa e Casa de Campo) conforma una linea forestale quasi continua dal nord della capitale, all'altezza della M-607 (superstrada di Colmenar Viejo), fino alla zona ovest, a fianco della A-5 (superstrada dell'Estremadura). Solo la A-6 e alcune zone residenziali rompono quest'asse alberato.
Si tratta di un bosco mediterraneo continentalizzato, integrato da leccete a dehesa e, in misura minore, densi, che lasciano passo a sugherete, frassini, pioppi, Quercus faginea, ginepri rossi e cisti e altre specie, con un totale di 120. Le rive del Manzanarre presentano ecosistemi tipici di foresta a galleria.
Per quanto riguarda la fauna, sono state catalogate quasi 200 specie di vertebrati: 125 di uccelli, 35 di mammiferi, 19 di rettili e 13 di anfibi.
Essendo stata storicamente una tenuta di caccia, abbonda la cacciagione, sia minore (coniglio, pernice rossa, colombaccio...) come maggiore (cervo, daino, cinghiale...), di cui esiste sovrappopolazione per la scarsità di predatori.
Si stima che nel sito vivano circa 4.000 daini, 3.600 cervi e 500 cinghiali, oltre a 30.000 conigli. Periodicamente si svolgono cacce controllate di animali, per evitare che la sovrappopolazione distrugga le risorse vegetali del luogo. Oltre alle specie cacciabili, la foresta ospita mammiferi come gatti selvatici, volpi, tassi, faine e genette.
La costruzione del lago di El Pardo nel 1970, sbarrando il Manzanarre, provocò un forte impatto ambientale annegando la valle più fertile del luogo origine, in gran misura, della catena alimentare. In cambio, favorì la formazione di un nuovo ecosistema, in cui vivono numerosi specie di uccelli, attirati dalla popolazione ittica (barbi, lucci e carpe) e anfibia. Tra questi uccelli particolare rilevanza assumono il falco pescatore, la cicogna nera, il cormorano comune, la gru cenerina, il gabbiano comune e varie specie di anatidi. Questo lago è catalogato nel registro regionale delle zone umide, per il valore faunistico e paesaggistico.
Il Monte de El Pardo riunisce anche popolazioni di uccelli predatori di grande interesse ambientale, come l'aquila imperiale, il nibbio bianco ed il gufo reale, oltre ad altri uccelli come gazze, avvoltoi monaci e picchi rossi maggiori.
Questo spazio protetto è catalogato come zona di protezione speciale nell'ambito della Rete Natura 2000. (Dir. 79/409 CEE) con il numero ES0000011.

## Valori storico-artistici

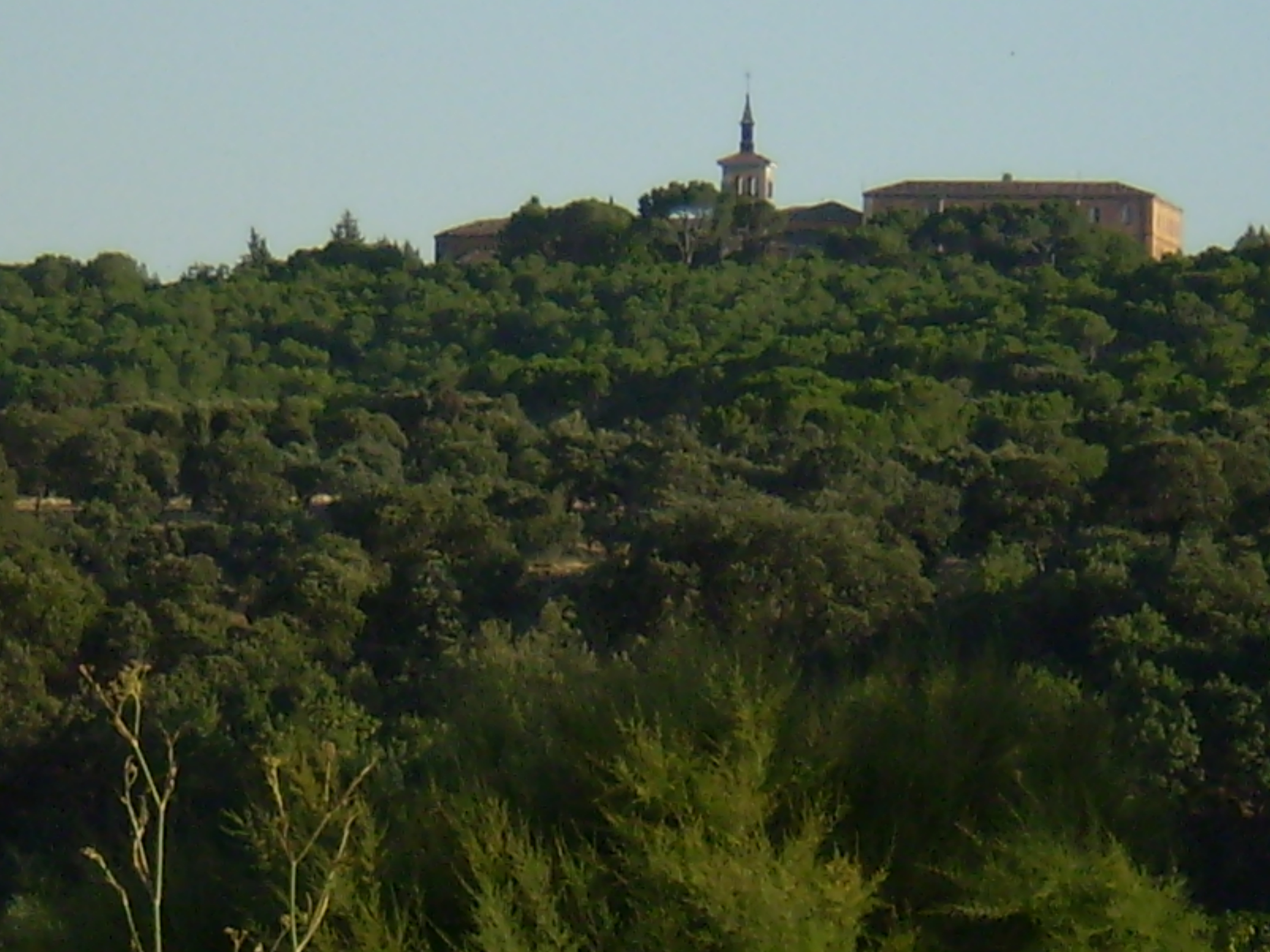
Il convento del Cristo de El Pardo, visto dalla valle del Manzanarre

Questo spazio naturale, fortemente vincolato alla monarchia, integra differenti monumenti usati storicamente dai reali. All'interno dell'insieme monumentale del paese di El Pardo, si trova il più importante di questi: il Palazzo Reale. Le origini risalgono alla Casa Reale che fu fatta costruire, come padiglione di caccia, da parte di Enrico III nel 1405. Questa fu demolita sotto Carlo I per costruire il palazzo attuale, che fu ampliato e rinnovato nei secoli successivi.
Il Palazzo Reale è stato usato come residenza temporanea da parte di vari monarchi spagnoli e, come residenza permanente da parte di Francisco Franco. Attualmente si utilizza come alloggio per le visite di Stato e per alcuni eventi relazionati con la Casa Reale. La Casetta del Principe e il convento del Cristo de El Pardo (ufficialmente, convento dei Padri Cappuccini), dove si conserva una scultura di Gregorio Fernández, del XVII secolo, sono altri edifici notevoli.
Pochi chilometri a sud, seguendo la strada che collega questa località alla MM-30, si trova il Palazzo della Zarzuela, i cui lavori iniziarono nel XVII secolo, per iniziativa di Filippo IV, anche se l'edificio attuale è frutto di numerose ristrutturazioni e trasformazioni posteriori. È la residenza ufficiale dei Re di Spagna. Nelle vicinanze è stato costruito un palazzetto, dove vivono i Principi delle Asturie.
Nel Monte de Viñuelas —ascritto al Monte de El Pardo—, presso il confine con Tres Cantos, si trova il castello omonimo, di cui si hanno notizie a partire dal 1285.

## Storia

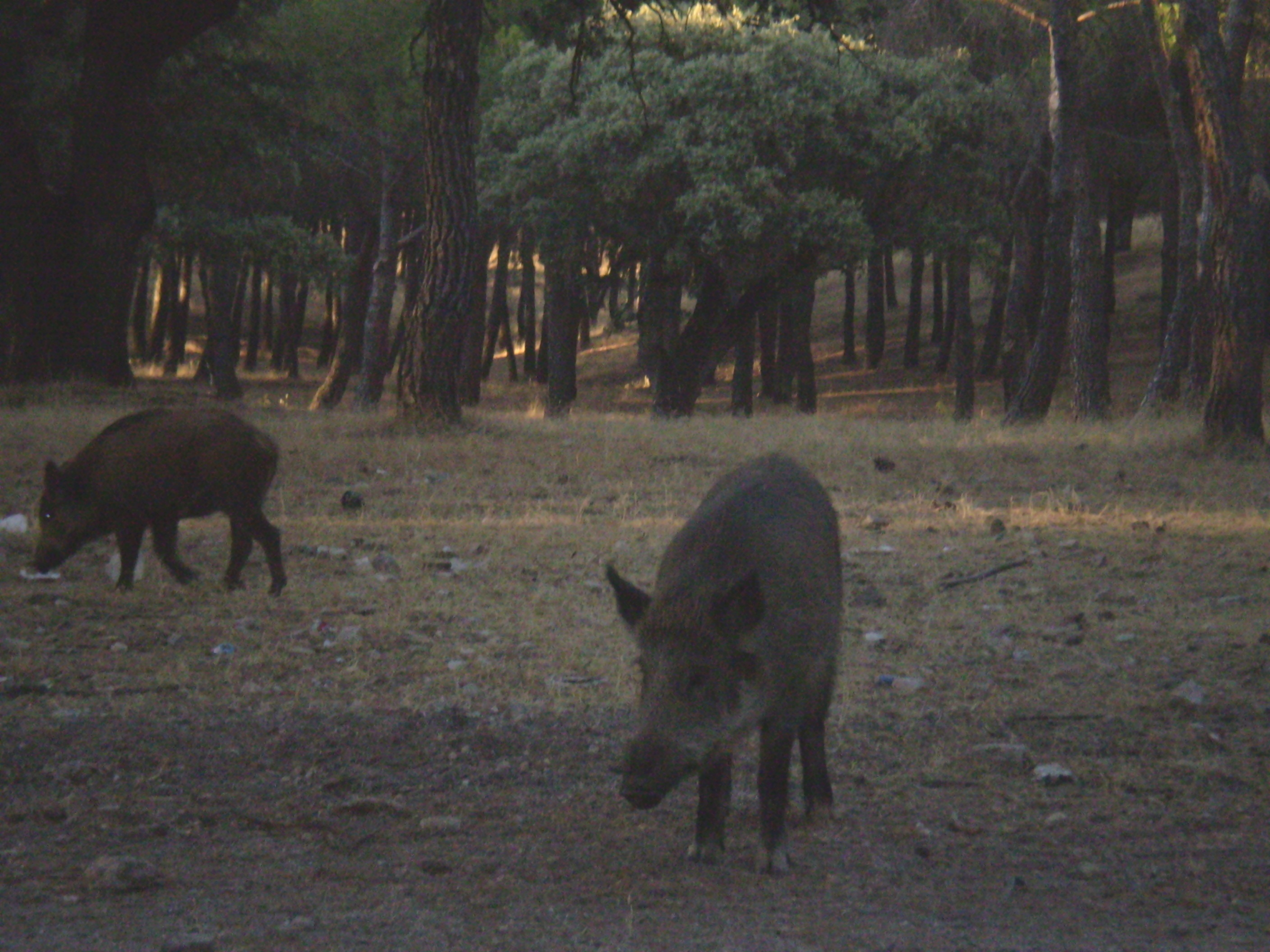
Cinghiali nel Monte de El Pardo. I re spagnoli frequentavano la zona attirati dalla ricchezza in cacciagione

- La ricchezza cinegetica del luogo attirò a questo sito i re spagnoli, che lo utilizzavano come riserva di caccia già dall'Alto Medioevo, fino a convertirse nel luogo di caccia preferito degli Asburgo e dei Borbone. La costruzione del Palazzo Reale nel XVI secolo, per ordine di Carlo V, spinse molti monarchi a passare molto tempo a El Pardo, approfittando della vicinanza della città di Madrid per convocare le Cortes. Alcuni storici sostengono che l'abbondanza di cacciagione del sito fu un motivo determinante per stabilire la capitale a Madrid.
- L'origine del nome è abbastanza chiara. Il vocabolo fa riferimento al colore della terra (il marrone, chiamato anche pardo in spagnolo) che domina l'intero paesaggio. Ciononostante, alcuni ricercatori associano il toponimo all'orso bruno (oso pardo), molto abbondante nel passato. Il re Alfonso XI lasciò questa testimonianza nel Libro de la Montería, scritto nel 1340:

- A differenza di altri toponimi della zona di Madrid, come Guadarrama, non vi sono dubbi se il nome usato prima per l'abitato o per la foresta. Molto prima che si fondasse la località, il bosco era già conosciuto con il nome attuale, anche se si conosceva come dehesa e non come monte. Successivamente il nome passò al palazzo e, per ultimo, al paese di El Pardo, che nacque intorno all'edificio.
- Le origini del muro di cinta che circonda la maggior parte del Monte de El Pardo risalgono al XVIII secolo. Nel 1750, il re Ferdinando VI ordinò la costruzione di un muro per rinchiudere El Pardo, allo scopo di ridurre la caccia di frodo e contenere la fauna erbivora, che danneggiava le coltivazioni adiacenti. La Puerta de Hierro fu costruita in quel momento come porta d'accesso alla tenuta. Il muro di cinta attuale è costruito, in alcuni tratti, in pietra di granito e, in altri, in mattoni. Inoltre, esistono varie recinzioni metalliche.

### Il Monte de El Pardo e Manuel Azaña
Il politico Manuel Azaña fu uno dei più strenui difensori del Monte de El Pardo durante il suo mandato come presidente della Seconda repubblica spagnola, preservandolo da alcune iniziative urbanistiche volte alla costruzione di un quartiere popolare in una superficie di sei chilometri quadrati a ridosso della foresta. Questo viene descritto nei Diarios (1911-1939).
Il 16 novembre 1937, in piena guerra civile, riportò le proprie impressioni nel Cuaderno de la Pobleta, dopo una visita a El Pardo, dove visitò i palazzi e l'ospedale. Fu accompagnato da Prieto (ministro della Guerra), José Miaja (generale) e Juan Negrín (presidente del Consiglio dei Ministri), oltre che da varie autorità locali.

## Alberi notevoli
- Nel Monte de El Pardo si trovano alberi centenari. Alcuni di questi sono inclusi nel Catalogo degli Alberi Monumentali Madrileni, come due olmi, a cui si attribuisce un'età di 200 anni, situati vicini al Manzanarre. Il maggiore ha un'altezza superiore ai 25 metri e la base del tronco ha una circonferenza di più di otto metri e mezzo. Le fronde hanno un diametro di 23 metri. L'altro esemplare raggiunge l'altezza di 21 metri, con un perimetro del tronco di 5,30 metri e un diametro di fronde di 22 metri.
- Si trovano anche sughere di grandi proporzioni. Esiste un esemplare di 16,5 metri, con un diametro di fronde di 22,5 metri e un perimetro di tronco di 3,85 metri. Un altro esemplare, di minori dimensioni, è alto 14 metri e le fronde hanno un diametro di 21,5 metri.